# Алиберти, Лючия
Лючи́я Алибе́рти (итал. Lucia Aliberti; род. 19 октября 1962 года, Мессина, Сицилия, Италия) — итальянская оперная певица (колоратурное сопрано). Приобрела известность в репертуаре Беллини (также интенсивно изучает некоторые из рукописей композитора) и Доницетти.

## Биография
Лючия Алиберти родилась 12 июня 1957 года (согласно другим источникам 17 сентября 1961 года) на Сицилии, в городе Мессина, в Италии. Закончила консерваторию с отличием, будучи совсем молодой, затем училась у маэстро Луиджи Риччи в Риме, у Герберта фон Караяна в Зальцбурге и Берлине и у Альфредо Крауса в Милане. Помимо вокала, Лючия училась игре на фортепиано и других музыкальных инструментах: гитаре, аккордеоне, скрипке, мандолине. В её репертуаре много пьес для фортепиано, кларнета, флейты и голоса, она также сочиняет музыку.
Лючия Алиберти считается специалистом в репертуаре Винченцо Беллини (она также интенсивно изучает некоторые из рукописей композитора). Другими наиболее важными композиторами в её репертуаре являются Доницетти, Россини и Верди. Некоторые партии в операх этих композиторов стали её самыми успешными ролями.
Лючия Алиберти начала свою артистическую карьеру в 1978 году, исполнив партию Амины в опере «Сомнамбула» Беллини в театре Сполето, в 1979 году она исполнила эту же партию на фестивале в Сполето под руководством Джанкарло Менотти. В 1980 году состоялся её дебют в Ла Скала. В 1988 году дебютировала в «Метрополитен Опера» с партией Лючии в опере «Лючия ди Ламмермур» Доницетти.
Поёт в крупнейших театрах мира: Ла Скала, Римская опера, Сан-Карло в Неаполе, Венская опера, Метрополитен опера, Вашингтонская Национальная Опера, Ковент-Гарден, Баварская государственная опера в Мюнхене, в Гамбургском оперном театре, в Государственном театре Штутгарта, в оперных театрах Парижа, Тулузы, Мадрида, Валенсии, Берлина, Дюссельдорфа, Бремена, Амстердама, Женевы, Цюриха, Зальцбурга, Стокгольма, Будапешта, Варшавы, в театре «Колон» в Буэнос-Айресе, в Японии, Китае, и других. Выступала в Большом театре в Москве, в Киеве.
Выступает с сольными концертами по всему миру. Пела для глав государств и знаменитостей, в том числе для папы Иоанна Павла II (с прямым телевещанием по всему миру), английского принца Чарльза, президента Германии Хорста Келера, принца Японии Хиро, князя Монако Альбера. Пела в гала-концертах, посвящённых юбилеям ЮНИСЕФ, ЮНЕСКО, UNITALSI, и других. Участвует в телевизионных концертах и шоу.

## Оперный репертуар
- «Пират» Беллини — Имоджене
- «Чужестранка» Беллини — Alaide
- «Капулети и Монтекки» Беллини — Джульетта
- «Сомнамбула» Беллини — Амина
- «Норма» Беллини — Норма
- «Беатриче ди Тенда» Беллини — Беатриче
- «Пуритане» Беллини — Эльвира
- «Анна Болейн» Доницетти — Анна
- «Любовный напиток» Доницетти — Адина
- «Лукреция Борджиа» Доницетти — Лукреция
- «Мария Стюарт» Доницетти — Мария
- «Лючия ди Ламмермур» Доницетти — Лючия
- «Роберто Деверё» Доницетти — Елизавета I
- «Линда ди Шамуни» Доницетти — Линда
- «Дон Паскуале» Доницетти — Норина
- «Ариодант» Генделя — Джиневра
- «Семирамида» Россини — Семирамида
- «Танкред» Россини — Аменаида
- «Турок в Италии» Россини — Фиорилла
- «Добрая дочка» («Чеккина») Пиччини — Маркиз, Армидоро
- «Травиата» Верди — Виолетта
- «Трубадур» Верди — Леонора
- «Симон Бокканегра» Верди — Амелия Гримальди/Мария Бокканегра
- «Луиза Миллер» Верди — Луиза
- «Риголетто» Верди — Джильда
- «Фальстаф» Верди — Нанетта
- «Макбет» Верди — леди Макбет
- «Арольдо» Верди — Мина
- «Сказки Гофмана» Оффенбаха — Олимпия

## Премии
Лючия Алиберти получила престижные европейские премии: «Goldene Feder» в Гамбурге, «Премию Каллас» от Ассоциации друзей оперы Милана, Iso D’Oro в Граце (Австрия).

## Дискография

### Полные записи опер
- партия Виолетты в опере «Травиата» Верди — Л.Алиберти, П.Дворски, Р.Брузон, дирижёр Роберто Патерностро, Fujiwara опера Хор и Токийского филармонического оркестра — живая запись, Токио (Capriccio / Delta Music)
- партия Имоджене в опере «Пират» Беллини, дирижёр Виотти (Berlin Classics)
- 8.7.1986 — партия Амины в опере «Сомнамбула» Беллини — Л.Алиберти, М.Гаучи, Г.Бандителли, В.Маттеуцци, Дж. Сурьян, Э.Гавацци, дирижёр Джанандреа Гавадзени / Ла Скала
- 8.4.1992 — партия Беатриче в опере «Беатриче ди Тенда» Беллини — Л.Алиберти, К.Капассо, М.Томпсон, П.Гаванелли, дирижёр Ф.Луизи / Берлин Дойче опер / Berlin
- 16.5.1993 — партия Имоджене в опере «Пират» Беллини — Л.Алиберти, К.Ларшер, Р.Блэйк, дирижёр П.Форниллер / St.Etienne Opera
- 18.9.1995 — партия Эльвиры в опере «Пуритане» Беллини — Л.Алиберти, М.Джордани, Р.Сервиле, Д.Кавракос, дирижёр Антонелло Аллеманди / Бильбао
- 21.10.1995 — партия Амины в опере «Сомнамбула» Беллини — Л.Алиберти, М.Побладор, А.Кривенко, В.Маттеуцци, Г.Моничи, дирижёр Максимильяно Вальдес / Овьедо Teatro Campoamor
- 2.11.2001 — партия Имоджене в опере «Пират» Беллини — Л.Алиберти, С.Физикелла, Р.Фронтали, дирижёр Дж. Карелла / Катания

### Сольные концерты
- «Известные арии из опер» — Münchner Rundfunkorchester — дирижёр Ламберто Gardelli — (Орфей)
- «Портрет» — Nordwestdeutsche филармонии — дирижёр Петер Феранец — (RCA / BMG Classics)
- «Viva Belcanto!» — симфонический оркестр Милана Дж. Верди — дирижёр Патрик Fournillier — (RCA / BMG Classics)
- «Verdissimo» — симфонический оркестр и хор Милана Дж. Верди — дирижёр Олег Caetani — (DEAG Music / Warner Music)

### Видео
- Лючия Алиберти — Live at Semperoper Dresden — DVD 88697 19045 9 / RCA Red Seal — SonyBMG